# آگوستو بارسیا ترلس
آگوستو بارسیا ترلس (انگلیسی: Augusto Barcía Trelles؛ زاده ۵ مارس ۱۸۸۱ – درگذشته ۱۹ ژوئن ۱۹۶۱) سیاستمدار، دیپلمات، حقوقدان، و وکیل اهل اسپانیا بود. وی از ۱۰ مه ۱۹۳۶ تا ۱۳ مه ۱۹۳۶ نخست‌وزیر این کشور بود.
آگوستو بارسیا ترلس در ۱۹ ژوئن ۱۹۶۱، در سن ۸۰ سالگی در بوئنوس آیرس درگذشت.
وی همچنین برندهٔ جوایزی همچون لژیون دونور شده‌است.